# Растко Јанковић
Растко Јанковић (Париз, 8. април 1972) српски је телевизијски, филмски и позоришни глумац и певач.

## Биографија
Рођен је 8. априла 1972. године у Паризу, а у Београд се са породицом преселио када је имао десет година. Завршио је Факултет драмских уметности у Београду у класи професора Предрага Бајчетића. Већи део живота провео је ван Србије, а популарност је стекао улогама у филмовима Лајање на звезде, Танго је тужна мисао која се плеше, Рођени сјутра, као и у ТВ серији Убице мог оца. Јанковић је поред српских, глумио и у неколико француских филмова. Деведесетих година бавио се музиком. Јанковићев кум је Ђорђе Давид.

## Каријера
Глумачку каријеру започео је у Дечјем и омладинском драмском студију Радио телевизије Београд, где је учествовао у снимању документарних филмова и шоу програма. Прву улогу на телевизији оставио је у ТВ серији 16 пута Бојан у улози Дејана, а она је емитована 1986. године. Године 1987. појавио се у улози Дејана у ТВ серији Соба 405, а 1989. године у француском филму Бункер палас хотел. Године 1994. глумио је у краткометражном филму Амнезија, а наредне године у филму Одисејев поглед. Појавио се у једној епизоди ТВ серије Отворена врата, која се емитовала 1995. године, а био је у улози Коље Димитрова Димкета I. У ТВ серији Мали кућни графити појавио се у улози Бенд Нб1 у шест епизода, као и у једној епизоди ТВ серије Горе-доле, која је емитована 1997. године.
У филму Пурише Ђорђевића Танго је тужна мисао која се плеше из 1997. године био је у улози Штуке, а исте године изашао је филм Рођени сјутра, где је Јанковић имао улогу Бакија.  У филму Лајање на звезде, Јанковић је био у улози Микија Кнежевића, а он је премијерно приказан 1998. године. Године 2003. појавио се у француском филму Clandestino у улози Мирка, а након тога у ТВ серији Трагом Карађорђа у улози Петра Јокића. Године 2005. појавио се у једној епизоди ТВ серије Љубав, навика, паника као Јовановићев син, а након тога у филму Следећи, молим! као Емил Србин. Јовановић је остварио улогу Филипа у филму Небо изнад крајолика из 2006. године, као и улогу Јурија у француском филму Људски зверињак. Глумио је у филму Флешбек улогу Ралета, а 2012. године појавио се у филму Ас пик - Лоша судбина.
Године 2015. имао је улогу италијанског војника у филму Енклава, а након тога као протојереј Давид појавио се у две епизоде ТВ серије Село гори, а баба се чешља.  У две епизоде као Вања појавио се у ТВ серији Синђелићи, као и у четири епизоде серије Сенке над Балканом у улози инспектора Томића. У српском филму Петак 13. из 2018. године глумио је као водитељ ријалити емисије, а исте године глумио је Алексу у филму Заспанка за војнике. Јанковић је остварио улогу пуковника Загорца у ТВ серији Шифра Деспот. Као полицајац Иван појавио се у серији Убице мог оца, а остварио улогу и у филму Кључ.
Поред глуме, Јанковић се деведесетих година бавио музиком. Објавио је албум под називом То су гени, 1996. године за Комуну, а на њему се налази једанаест песама.  Такође је објавио неколико видео спотова за песме, као и синглова, а један од најпопуларнијих био је Мој Београд. Године 2013. снимио је песму Само најбољи иду напред, коју је изводио на митинзима Српске напредне странке, чији је члан.

## Награде и признања
- Награда за најбоље дебитантско остварење у филму Рођени сјутра, 31. Фестивал глумачких остварења Филмски сусрети (1996)[8]
- Награда за глумца фестивала , 31. Фестивал глумачких остварења Филмски сусрети (1996)[8]
- „Златна значка” од Културно-просветне заједнице Србије (2008)[11]
- Почасни грађанин Земуна (2008)[13]
- Захвалница за сарадњу са дијаспором и Србима у региону (2018)[14]

## Филмографија
| Год.       | Назив                              | Улога                    |
| ---------- | ---------------------------------- | ------------------------ |
| 1980-е     |                                    |                          |
| 1986.      | 16 пута Бојан                      | Дејан                    |
| 1987.      | Соба 405                           | Дејан                    |
| 1989.      | Бункер палас хотел                 |                          |
| 1990-е     |                                    |                          |
| 1994.      | Амнезија                           |                          |
| 1995.      | Одисејев поглед                    |                          |
| 1995.      | Отворена врата                     | Коља Димитров Димке I    |
| 1996.      | Мали кућни графити                 | Бенд Нб1                 |
| 1997.      | Горе-доле                          |                          |
| 1997.      | Танго је тужна мисао која се плеше | Штука                    |
| 1997.      | Рођени сјутра                      | Баки                     |
| 1998.      | Лајање на звезде                   | Мики Кнежевић            |
| 2000-е     |                                    |                          |
| 2003.      |                                    | Мирко                    |
| 2004.      | Трагом Карађорђа                   | Петар Јокић              |
| 2005.      | Љубав, навика, паника              | Јовановићев син          |
| 2005.      | Следећи, молим!                    | Србин Емил               |
| 2006.      | Небо изнад крајолика               | Филип                    |
| 2009.      | Људски зверињак                    | Јури                     |
| 2010-е     |                                    |                          |
| 2010.      | Флешбек                            | Рале                     |
| 2012       | Ас пик - Лоша судбина              | Никола Ћоровић Ћора      |
| 2015.      | Енклава                            | италијански војник 1     |
| 2016—2017. | Село гори, а баба се чешља         | протојереј Давид         |
| 2016—2020. | Убице мог оца                      | полицајац Иван           |
| 2017.      | Синђелићи                          | Вања                     |
| 2017.      | Сенке над Балканом                 | инспектор Томић          |
| 2018.      | Петак 13.                          | водитељ ријалити емисије |
| 2018.      | Заспанка за војнике                | Алекса                   |
| 2019.      | Шифра Деспот                       | пуковник Загорац         |
| 2020-е     |                                    |                          |
| 2020.      | Кључ                               |                          |
| 2023.      | Што се боре мисли моје             | Британски конзул         |